# Orquesta Sinfónica Nacional de Honduras
La Orquesta Sinfónica Nacional de Honduras es junto a la Orquesta de Cámara de San Pedro Sula y la Orquesta Filarmónica de Honduras uno de los mayores exponentes de Música clásica en Honduras.

## Historia
La Orquesta Sinfónica Nacional de Honduras fue fundada en el siglo XX y funcionó hasta 2004, estando inactiva por una década, volvió a estar en funciones en 2014. En 2005 hubo varios intentos por reactivarla, dando como consecuencia la creación de la Orquesta Filarmónica de Honduras (más adelante llamada 'Filarmónica Nacional de Honduras") en ese mismo año, bajo la administración de la organización civil sin fines de lucro ASOCIACIÓN FILARMÓNICA CORAL DE HONDURAS (AFCH), quien por decreto legislativo 196-2005,  obtuvo el presupuesto asignado anteriormente a la Orquesta Sinfónica  Nacional de Honduras (OSNH) para la creación y operación de la nueva Orquesta Filarmónica de Honduras.

## Dirección musical
La Orquesta Sinfónica Nacional de Honduras estuvo dirigida por Leonel López desde 1997 hasta 2004, habiendo contado con numerosos directores invitados como Sergio Busjle, Sergio Feferovich y Jorge G. Mejia quien a partir del 2005 sería el director de la nueva "Orquesta Filarmónica de Honduras" (OFH), heredera de la misión de continuar con la vida sinfónica del país, a raíz del cierre de la OSNH en 2004.

## Desaparición de la orquesta
La orquesta fue dada de baja a finales de 2004 durante el Gobierno del presidente Ricardo Maduro, después de quince años de existencia. Es sin duda uno de los capítulos más tristes dentro de la historia de la música hondureña. 
A pesar de varios intentos no pudo evitarse su total cierre. No obstante, un año después, siempre durante el Gobierno del presidente Maduro, y oficializada por decreto, surge la ORQUESTA FILARMÓNICA DE HONDURAS, bajo la administración de la organización civil, Asociación  Filarmónica Coral de Honduras. quien recibe los fondos estatales presupuestados, para la operación y desarrollo de la nueva Orquesta que es la herencia de la OSNH.